# Pheidole akermani
Pheidole akermani är en myrart som beskrevs av Arnold 1920. Pheidole akermani ingår i släktet Pheidole och familjen myror. Inga underarter finns listade i Catalogue of Life.